# Waddinxveen
Waddinxveen é um município dos Países Baixos, situado na província da Holanda do Sul. Tem 29,40 km² de área e sua população em 2020 foi estimada em 29.906 habitantes.